# Opiter Verginius Esquilinus
Pour les articles homonymes, voir Verginius Tricostus.
Opiter Verginius Tricostus Esquilinus est un homme politique romain du Ve siècle av. J.-C., consul suffect en 478 av. J.-C. et peut-être consul en 473 av. J.-C.

## Famille
Il est membre des Verginii Tricosti, branche de la gens patricienne des Verginii. Il est probablement un des fils d'Opiter Verginius Tricostus, consul en 502 av. J.-C., donc le frère de Proculus Verginius Tricostus Rutilus, d'Aulus Verginius Tricostus Rutilus et de Titus Verginius Tricostus Rutilus. Son praenomen apparaît sous les formes Opiter et Opeter, comme pour son père. Il n'est pas certain qu'il ait porté le cognomen de Tricostus. Son nom complet est Opeter Verginius Opet.f. Esquilinus.

## Carrière

### Consulat suffect (478)
En 478 av. J.-C., il est élu consul suffect, aux côtés de Lucius Aemilius Mamercinus. Il remplace Caius Servilius Structus Ahala, mort durant son mandat.

### Hypothétique consulat (473)
Selon certains auteurs antiques, dont Tite-Live, Esquilinus aurait été consul avec Lucius Aemilius Mamercinus en 473 av. J.-C. Tite-Live signale qu'il trouve parfois Vopiscus Iulius Iullus à la place de Esquilinus. La confusion entre les deux provient sûrement du fait que Esquilinus est suffect avec Mamercinus en 478 av. J.-C., ce que ne signale pas Tite-Live.

### Auteurs antiques
- Tite-Live, Histoire romaine, Livre II, sur le site de l'Université de Louvain

### Auteurs modernes
- (en) T. Robert S. Broughton, The Magistrates of the Roman Republic : Volume I, 509 B.C. - 100 B.C., New York, The American Philological Association, coll. « Philological Monographs, number XV, volume I », 1951, 578 p.